# Antoni Maciej Sierakowski
Antoni Maciej Sierakowski herbu Ogończyk (ur. w marcu 1731, zm. 21 marca 1781 w Mojkowicach koło Płocka) – prezydent Trybunału Głównego Koronnego w 1775 roku, rektor Domu Polskiego przy kościele Św. Stanisława w Rzymie (1759–1763), doktor prawa kanonicznego, duchowny katolicki.
Święcenia kapłańskie 29 września 1757 roku. Rektor polskiego kościoła św. Stanisława w Rzymie (1763). Był sekretarzem Rady Nieustającej i pisarzem wielkim koronnym. Od 20 lipca 1778 biskup inflancko-piltyński. W 1775 został kawalerem Orderu Świętego Stanisława.